# Koenikea angulata
Koenikea angulata är en kvalsterart som beskrevs av Cook 1976. Koenikea angulata ingår i släktet Koenikea och familjen Unionicolidae. Inga underarter finns listade i Catalogue of Life.